# Badia de Monterrey
La badia de Monterrey està situada a Califòrnia, entre les ciutats de San Francisco, San José, Santa Cruz i Monterey, població a la qual dona nom.

## Nom
La badia va ser descoberta per l'explorador espanyol Juan Rodríguez Cabrillo en 1542, qui li donà el nom de "Badia dels pins" per l'abundància de coníferes que es veien des del vaixell que comandava. Sebastián Rodríguez Cermeño la va rebatejar com a "Badia de Sant Pere" en 1595 i no fou fins a 1602 que adoptà la seva denominació actual. Ho va oficialitzar Sebastián Vizcaíno, encarregat de la corona castellana d'explorar la costa californiana. El nom ve de la pàtria natal del pare de l'aleshores virrei espanyol (Monterrei, un poble gallec), Gaspar de Zúñiga y Acevedo, a qui Vizcaíno volia honorar.

## Característiques
A la badia van a parar dos rius, el Salinas i el San Benito, que forma un aiguamoll a la seva desembocadura. Les costes de la badia baixen suaument fins als 30 m, però al centre, a la zona del Monterey Canyon, la fondària baixa abruptament fins als 3600m. El litoral ocupa uns 444 km i forma una península boscanera al sud que s'endinsa dins l'oceà.

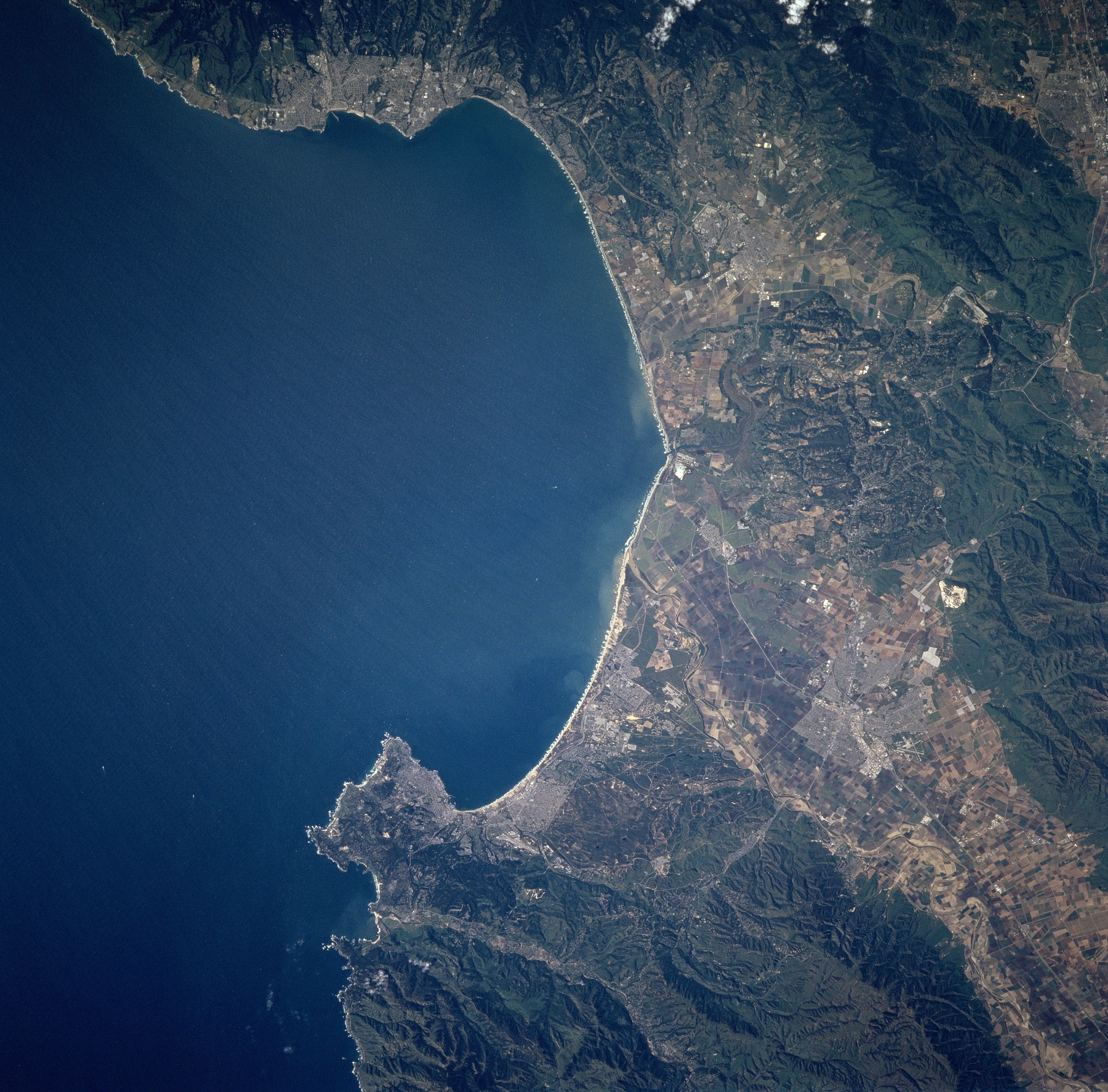
Vista de la badia des de l'espai

## Flora i fauna
La badia destaca per contenir l'inici del Monterey Canyon, una serralada submarina que s'estén durant 153 km sota el mar. Aquesta serralada és de les més extenses del món i hostatja una gran biodiversitat entre els seus plecs rocallosos. A la badia s'hi poden trobar diversos mamífers marins de fins a 26 espècies diferents, com ara iubartes, balenes grises, elefants marins, dofins i foques. Igualment hi viuen tortugues marines i meduses daurades.
La varietat de peixos és enorme, amb més de 300 espècies presents, fet que ha portat a crear diversos parcs naturals o àrees de conservació: Soquel Canyon State Marine Conservation Area, Portuguese Ledge State Marine Conservation Area, Pacific Grove Marine Gardens State Marine Conservation Area, Lovers Point State Marine Reserve, Edward F. Ricketts State Marine Conservation Area i Asilomar State Marine Reserve. En totes elles es duen a terme treballs científics d'estudi i conservació de la fauna local. Un observatori submarí col·labora en aquesta tasca i recull dades sobre el canvi climàtic.
La badia és igualment un important lloc de pas per als animals migratoris, tant dins de l'aigua com les aus que la sobrevolen (s'han observat més de 90 tipus diferents). Pel que fa a la flora, s'hi han desenvolupat boscos de kelp d'alçades considerables i els botànics han catalogat més de 450 espècies d'algues.

## Ciutats
Envoltant la badia es troben diverses poblacions:
- Santa Cruz
- Capitola
  - Soquel
- Aptos
- Río del Mar
- La Selva Beach
  - Freedom
  - Watsonville
  - Pájaro
  - Las Lomas
  - Elkhorn
- Moss Landing
- Castroville
- Marina
- Seaside
- Sand City 
  - Del Rey Oaks
- Monterrey
- Pacific Grove